# Dichagyris romanovi
Dichagyris romanovi is een vlinder uit de familie uilen (Noctuidae). De wetenschappelijke naam is voor het eerst geldig gepubliceerd in 1885 door Christoph.
De soort komt voor in Europa.